# Battaglia di Kloster Kamp
La battaglia di Kloster Kamp o battaglia di Kloster Kampen venne combattuta il 15 ottobre 1760 nei pressi della cittadina tedesca di Kamp-Lintfort nell'ambito degli eventi della guerra dei sette anni; la battaglia vide affrontarsi un'armata di truppe francesi, comandata dal generale Charles Eugène Gabriel de la Croix, e una forza alleata di truppe del Regno di Gran Bretagna, dell'Elettorato di Hannover e altri Stati tedeschi minori agli ordini del principe ereditario Carlo Guglielmo Ferdinando di Brunswick-Wolfenbüttel.
Le forze del principe Carlo erano impegnate nell'assedio della piazzaforte di Wesel quando un'armata francese di soccorso iniziò ad avvicinarsi alla città. Sperando di cogliere il nemico prima che potesse organizzarsi, il principe sferrò un attacco nelle prime ore del 15 ottobre muovendo contro l'ala sinistra dello schieramento francese, attestata nei pressi dell'abbazia di Kloster Kamp (o Kloster Kampen): l'attacco colse di sorpresa i francesi, ma de la Croix fu abile nel radunare i suoi uomini e condurli alla controffensiva, mettendo in rotta la fanteria anglo-tedesca. La cavalleria britannica coprì con efficacia la ritirata delle fanterie, ma il principe Carlo non rinnovò i suoi assalti e si ritirò dal campo lasciando la vittoria ai francesi.

## Antefatti
Nel corso della guerra dei sette anni, il territorio compreso tra i fiumi Reno e Weser fu teatro di una lunga serie di scontri tra le opposte fazioni. L'Elettorato di Hannover era unito al Regno di Gran Bretagna dalla persona del re Giorgio II, monarca di entrambe le nazioni, e divenne per questo l'obiettivo di un'invasione da parte delle armate del Regno di Francia fin dai primi stadi del conflitto: l'invasione dell'Hannover, iniziata nel giugno 1757, vide un iniziale successo per le armi francesi, che tuttavia fu annullato come conseguenza della disastrose sconfitte patite ad opera dei prussiani nella battaglia di Roßbach il 5 novembre 1757 e degli anglo-hannoveriani nella battaglia di Krefeld il 23 giugno 1758. Un'armata congiunta di truppe britanniche, hannoveriane, prussiane e di altri Stati tedeschi minori al comando del principe Ferdinando di Brunswick-Wolfenbüttel, cognato del re Federico II di Prussia, cacciò i francesi dall'Hannover e riportò il fronte ai confini prebellici; il mantenimento di questo fronte davanti ai contrattacchi francesi rappresentò quindi il principale obiettivo strategico per le forze di Ferdinando negli anni seguenti.
La prima controffensiva francese, sferrata nel corso del 1759 dalle armate dei marescialli Louis Georges Érasme de Contades e Victor-François de Broglie, ebbe risultati altalenanti: la vittoria riportata da de Broglie nella battaglia di Bergen il 13 aprile costrinse al ripiegamento delle forze anglo-tedesche dietro la linea del fiume Weser e portò alla caduta in mani francesi di diverse piazzeforti come Wesel e Minden; il contrattacco delle forze di Ferdinando si concluse però con una grande vittoria per gli anglo-tedeschi nella battaglia di Minden il 1º agosto 1759, e ancora una volta i francesi furono costretti a ripiegare in direzione del Reno.
La campagna del 1760 fu caratterizzata da un forte altalenarsi di successi e sconfitte per entrambe le parti: in forte superiorità numerica sugli avversari, le forze francesi del maresciallo de Broglie lanciarono una grande offensiva in direzione della regione dell'Assia-Kassel, sconfiggendo gli anglo-tedeschi nella battaglia di Korbach il 10 luglio ma subendo a sua volta due gravi insuccessi nelle battaglie di Emsdorf (14 luglio) e di Warburg (31 luglio); la mera sproporzione numerica a favore dei francesi ebbe però il sopravvento, e il principe Ferdinando dovette abbandonare in mano al nemico l'importante città di Kassel e ripiegare ancora una volta dietro il Weser.
Con i francesi ora in grado di marciare alla volta di Hannover, Ferdinando tentò di sviare l'attenzione del nemico montando un'offensiva secondaria in direzione ovest: 20 000 anglo-tedeschi al comando del principe ereditario (Erbprinz) Carlo Guglielmo Ferdinando di Brunswick-Wolfenbüttel furono distaccati dall'armata principale e inviati ad assediare la fortezza di Wesel, importante punto di passaggio sul fiume Reno. La piazzaforte si dimostrò impossibile da prendere con un assalto diretto, e il principe Carlo si preparò quindi a un lungo assedio: un convoglio di artiglieria pesante venne fatto venire dai Paesi Bassi, mentre grazie a due ponti di barche lanciati sul corso del fiume le truppe anglo-tedesche si insediarono sulla riva occidentale del Reno per fronteggiare eventuali tentativi di soccorso da parte delle forze francesi. Questi non tardarono ad arrivare: all'inizio di ottobre un'armata francese di 25 000 uomini al comando del marchese Charles Eugène Gabriel de la Croix iniziò ad avvicinarsi a Wesel da sud, e il principe Carlo predispose quindi le sue forze per affrontarla in uno scontro diretto.

## La battaglia

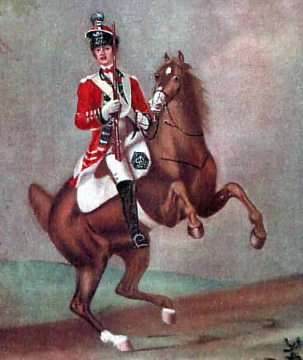
Quadro raffigurante un dragone britannico con l'uniforme del XVIII secolo

Le forze di de la Croix erano attestate dietro la "Fossa Eugenica", un antico canale di irrigazione ora in disuso che correva dalla cittadina di Rheinberg a nord-est fino a una collina a sud-ovest la cui sommità era occupata dall'abbazia di Kloster Kamp o Kloster Kampen; l'intenzione di de la Croix era di attestarsi in questa solida posizione difensiva e attendere l'arrivo di ulteriori rinforzi francesi prima di muovere alla volta di Wesel.
Carlo decise di anticipare le mosse dei francesi muovendo risolutamente all'attacco dell'ala sinistra nemica, attestata sotto la collina di Kloster Kamp. Le forze anglo-tedesche si misero in marcia nel pomeriggio del 14 ottobre: in testa procedeva una forza di cavalleria britannica e prussiana agli ordini del maggior generale George Augustus Eliott, seguita da una forza di fanteria sotto il tenente generale John Waldegrave con due battaglioni di granatieri, tre battaglioni britannici, due hannoveriani e due assiani; chiudeva la formazione un'altra formazione di cavalleria britannica, hannoveriana e assiana, mentre una riserva di fanteria britannica e assiana agli ordini del maggior generale Howard stazionava più indietro nei pressi dell'abitato di Alpen.
Nelle prime ore del 15 ottobre, la cavalleria di Eliott entrò in contatto con le unità avanzate francesi dislocate ai piedi della collina di Kloster Kamp; ne seguì un confuso scontro nel buio, conclusosi con l'occupazione dell'abbazia da parte degli anglo-tedeschi. Il rumore degli scontri allertò il resto delle forze francesi dislocate lungo la Fossa Eugenica, e alcuni alti ufficiali si diressero in direzione di Kloster Kamp per verificare la situazione: tutti questi furono catturati dalle unità anglo-tedesche tranne uno, il capitano Nicolas-Louis d'Assas del Regiment du Auvergne, che benché ferito a morte da un colpo di baionetta nemico riuscì a dare l'allarme ai suoi uomini: i soldati del  Regiment du Auvergne fecero quindi da primo argine contro l'avanzata degli anglo-hannoveriani, mentre altre truppe francesi andavano accorrendo sul luogo dello scontro.
All'alba la fanteria anglo-tedesca era ormai schierata per sferrare il progettato assalto all'ala sinistra dell'armata francese. L'attacco fu aperto da due battaglioni di Highlander scozzesi, che respinsero le truppe francesi dal villaggio di Kamperbruch; l'energico de la Croix fece intervenire le riserve e, raccolte personalmente le truppe che stavano retrocedendo, le ricondusse al contrattacco contro le fanterie dei coalizzati. La manovra francese ebbe successo, e le unità anglo-tedesche si ritrovarono frammentate e disordinate; ne seguì un confuso scontro tra i campi intorno al canale, e quando gli anglo-tedeschi iniziarono a ritrovarsi a corto di munizioni furono costretti a retrocedere. A complicare una situazione già critica per i coalizzati, lo stesso principe Carlo rimase temporaneamente fuori combattimento quando fu disarcionato dal suo cavallo
rimasto ferito: solo una volta che il principe si fu ristabilito fu possibile inviare un messaggio al generale Howard perché facesse entrare in azione la sua riserva, ma per allora molto tempo era andato perduto e i francesi continuarono a premere con i loro attacchi.
Con i francesi ormai giunti all'estremità occidentale del canale nei pressi della collina di Kloster Kamp, il generale Eliott tentò un contrattacco lanciando alla carica tre reggimenti di dragoni britannici (il 1st The Royal Dragoons, il 6th (Inniskilling) Dragoons e il 10th Dragoons): la carica ebbe successo nel bloccare l'avanzata dei francesi e permettere così alla fanteria anglo-tedesca di trovare riparo sul lato nord del canale, dove la riserva di Howard costituì un cordone per impedire che i soldati si disperdessero ripiegando ancora più a nord. Il principe Carlo non aveva però intenzione di rinnovare i suoi attacchi, e diede ordine all'armata di ritirasi a nord alla volta del Reno.

## Conseguenze
Lo scontro di Kloster Kamp si era tradotto in una vittoria di Pirro per i francesi: le forze di de la Croix registrarono 3 123 perdite tra morti e feriti, mentre gli anglo-tedeschi riportarono 1 615 perdite.
Il principe Carlo ricondusse le sue truppe alle linee d'assedio intorno a Wesel. I ponti di barche lanciati sul corso del Reno erano stati nel frattempo travolti dalla forte corrente del fiume, lasciando l'armata anglo-tedesca tagliata in due tronconi; de la Croix, tuttavia, non approfittò dell'occasione e rimase trincerato dietro la Fossa Eugenica in attesa di rinforzi. Due giorni dopo la battaglia, riparati i ponti, il principe Carlo riunì tutte le sue truppe sulla sponda orientale del Reno e abbandonò il blocco di Wesel per riunirsi all'armata principale di Ferdinando.
Benché lo scontro di Kloster Kamp e l'assedio di Wesel si fossero conclusi con un fallimento per le forze anglo-tedesche, la mossa consentì tuttavia di sviare l'attenzione dei francesi dal lanciare nuovi attacchi in direzione di Hannover. La stagione sembrava ormai troppo avanzata per intraprendere nuove offensive, e de Broglie condusse le sue forze nei quartieri invernali; le unità francesi furono quindi colte di sorpresa quando Ferdinando lanciò un'offensiva in pieno inverno nel febbraio 1761, sconfiggendo i francesi nella battaglia di Langensalza il 15 febbraio e avanzando per porre l'assedio alla piazzaforte di Kassel.